# Manoir des Brûlins
Le Manoir des Brûlins est un manoir situé au Tronquay, dans le département de l'Eure en Normandie. L'édifice fait l'objet d'un inventaire au patrimoine culturel réalisé en 1968 .

## Localisation
Le manoir des Brûlins se situe sur le territoire de la commune du Tronquay, dans le nord-est du département de l'Eure. Il est situé aux Brûlins, hameau au sud-ouest du territoire communal, près des hameaux de la Grand-Fray et du Bâtiment.

## Historique
Ce nom semble indiquer qu'un incendie aurait détruit une partie de la forêt sur laquelle le nouveau fief allait être installé. 
L'existence du fief est attesté en 1588. Le propriétaire, Martin Anquetil, procureur du roi au Parlement, demande la construction d'un colombier à pied. 
À la fin du XVIe siècle, début XVIIe siècle, il passe à la famille Hallé. Milieu XVIIe siècle, il devient la propriété de Robert Dieupart, pour appartenir à M. de Limoges au XVIIIe siècle. Le logis est remanié au XVIIIe siècle (corbeau portant la date 1754). La grange porte la date 1827.
Le manoir présente présente la particularité aujourd'hui de voir un mur en brique diviser l'ancienne cour d'honneur à l'aplomb de sa travée d'axe.

## Architecture
Les bâtiments en brique sont disposés autour d'une grande cour carrée, sur un terrain plat. 
Le manoir, au sud, se compose d'un corps principal rectangulaire à un rez-de-chaussée avec étage carré et comble, encadré par deux pavillons placés aux angles côté cour d'honneur.
Couvert de tuiles, le manoir a été entièrement construit en brique. Seuls les angles des corniches et les meurtrières ébrasées à redans sur les pavillons sont en pierre calcaire.

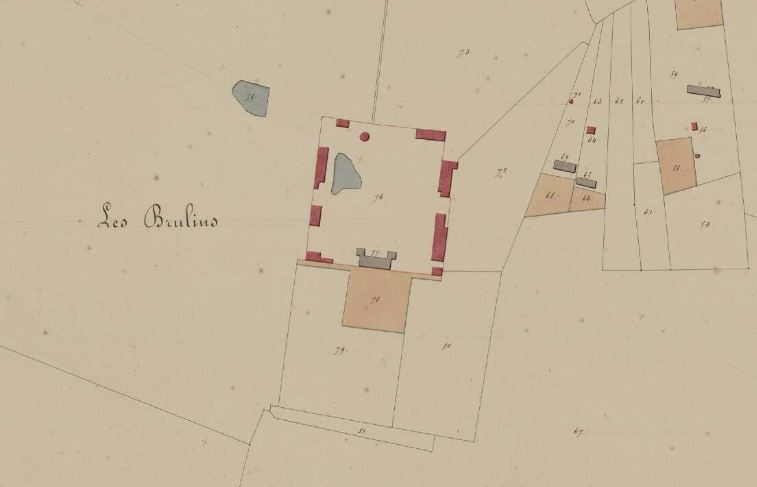
Cadastre de 1847 représentant Les Brûlins.
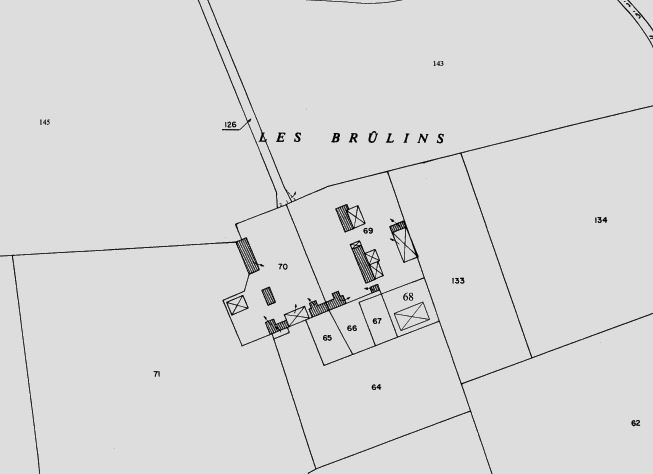
Cadastre de 1847, révisé en 1954 et mis à jour en 1989 représentant Les Brûlins. On y remarque la division parcellaire de la cour.
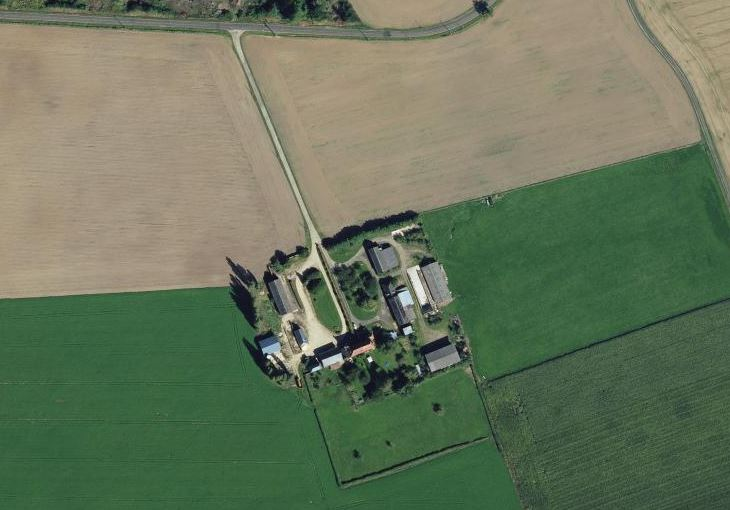
Vue aérienne.